# Sadocus allermayeri
Sadocus allermayeri is een hooiwagen uit de familie Gonyleptidae.